# Boten Anna
Boten Anna är en dancelåt skriven och producerad av Basshunter, som blev mycket populär i ett antal europeiska länder, bland annat Sverige, Österrike, Nederländerna, och Danmark under mitten av 2006. Låten har toppat topplistor i ett antal länder. Den tolkades även av det svenska dansbandet Torgny Melins under Dansbandskampen 2009 i SVT.

## Låtlista
- CD singel (9 maj 2006)[3]

1. "Boten Anna" (Radiomix) – 3:29
2. "Boten Anna" (Clubmix) – 5:26

- CD singel (2 februari 2006)[3]

1. "Boten Anna" (Radiomix) – 3:29
2. "Boten Anna" [deutsch] – 3:31

## Tema
Boten Anna skapades enligt Basshunter på sex timmar. Dagen efter att den släpptes på Internet hade den laddats ned 30 000 gånger.
Låten handlar om när Jonas (Basshunters) kompis skapade en chattkanal åt dem på chattsystemet IRC och installerade en bot vid namn Anna. Åtminstone trodde Jonas det. I själva verket var Anna kompisens flickvän, vilket kom fram först efter att Anna hade skickat ett meddelande till Jonas, som i tron att det var ett skämt svarade med ett "fräckt meddelande". Strax därefter hörde hans kompis av sig och förklarade att hans flickvän var upprörd.
Termen "bot" har förväxlats av många som tror att låten handlar om en båt, eftersom uttalet är snarlikt och IRC-relaterade begrepp inte är speciellt kända bland folk i allmänhet. I själva verket är det en förkortning av robot, vanligen uttalad med ett kort å-ljud, som i detta fall syftar till en automatiserad operatör på chattsystemet IRC.
Senare, under mitten av 2006, lanserades "Boten Anna" i andra länder som USA, Tyskland, Frankrike och Nederländerna.
Under mitten av 2006 skapades även olika parodier av "Boten Anna" i Nederländerna. Samma musik användes men ny text. Den kallades "Ik heb een boot" ("Jag har en båt"). Även en musikvideo har gjorts till låten. Basshunter ansåg själv att detta var en stöld av hans låt.
Med text på engelska, som Now You're Gone, har låten varit singeletta i Storbritannien fem veckor i rad, med start den 13 januari 2008. Därmed ligger den på delad andra plats bland svenska långkörare på Englandslistan, endast slagen av Abba:s Dancing Queen som toppade listan sex veckor 1976. Den 20 januari låg för första gången två svenska artister på den engelska singellistans topp tio, med Robyns Be Mine på en tiondeplats.

## Listor
"Boten Anna" testades den 9 juli 2006 på Svensktoppen, där den steg in på nionde plats, och där har den som bäst legat på andra plats.
Torgny Melins framförde låten, som då fått ett saxofonarrangemang, i Dansbandskampen 2009. Bandet tog 2010 med sin version på albumet Dansbandsnatt .

### Listplaceringar
| Lista (2006)  | Högsta position |
| ------------- | --------------- |
| Danmark       | 1               |
| Finland       | 4               |
| Nederländerna | 2               |
| Norge         | 3               |
| Schweiz       | 45              |
| Sverige       | 1               |
| Spanien       | 20              |
| Tyskland      | 9               |
| Österrike     | 2               |
| Europa        | 2               |

## Certifikat
| Land                        | Certifikat | Certifierat antal/Försäljning |
| --------------------------- | ---------- | ----------------------------- |
| Danmark (IFPI Danmark)      | 3× Platina | 61 000                        |
| Finland (Musiikkituottajat) | —          | 8 044                         |
| Österrike (IFPI Austria)    | Guld       | 15 000                        |
| Sverige (IFPI Sverige)      | Platina    | 60 000                        |